# Theo Schoofs
Theo Schoofs (Kinrooi, 31 augustus 1935 – Molenbeersel, 16 oktober 2023) was een Belgische politicus voor de Volksunie en vervolgens de VLD. 

## Biografie
Schoofs was actief in de gemeentepolitiek voor de lokale partij Gemeentebelangen Kinrooi (GBK) en provincieraadslid voor de Volksunie. Hij werd burgemeester van Kinrooi in 1983, toen hij Gaspard Coolen opvolgde. Hij bleef een legislatuur burgemeester tot 1988, toen hij het burgemeesterschap moest laten aan de christendemocraat Hubert Brouns. Hij maakte in 1992, via het Centrum voor Politieke Vernieuwing (CPV) de overstap naar de VLD. 
Na de gemeenteraadsverkiezingen van 1994 werd hij opnieuw burgemeester van Kinrooi, tot de verkiezingen van 2000. Hij bleef daarna wel nog zetelen in de gemeenteraad tot het einde van 2012. Meer dan veertig jaar maakte hij deel uit van de gemeenteraad van Kinrooi, waarvan twaalf jaar als burgemeester en zes jaar als eerste schepen. Hij zetelde ruim vijfentwintig jaar in de provincieraad voor de Volksunie en was ere-provincieraadslid. In 2009 kreeg hij de titel van ereburgemeester.
Schoofs overleed op 88-jarige leeftijd.